# Ahmed Mukhtar
Ahmed Mukhtar (arabiska: أحمد مختار), född i Bagdad 1967, är en irakisk musiker och kompositör. Han har, inspirerad av mästaren Munir Bashir, spelat den arabiska lutan oud och arabiskt slagverk sedan 1979. Han spelar traditionell arabisk improvisationsmusik (taqsim) på arabiska skalor (maqam).
Mukhtar studerade musik på Institute of Fine Arts and Music i Bagdad för Ganam Hadad och Jameel Jerjis, och senare på High Institute of Music i Damaskus och på London College of Music. Han flyttade till London 1990, och har sedan dess turnerat över hela Mellanöstern och Europa. Han har även skrivit musik för filmer och skådespel på arabisk tv, och lett tv-programmet The Speech of the Oud på den Londonbaserade kanalen Almustaklah.

## Diskografi
- The Road to Baghdad (2005)
- Rhythms Of Baghdad (2003) - med Sattar al-Saadi
- Words from Eden (1999)
- Tajwal (Live, 1997)